# سیریل اسکندریه
سیریل اسکندریه یا کیریل اسکندرانی (یونانی: Κύριλλος Ἀλεξανδρείας؛ زاده ۰۳۷۸ درگذشته ۲۷ ژوئن ۰۴۴۴) یک قدیس مسیحی و پزشک اهل مصر بود. وی بین سال‌های ۴۱۲ تا ۴۴۴ میلادی، پطریارخ اسکندریه بود. به دستور وی آخرین بقایای کتابخانه اسکندریه نابود شد.
شهرت سیریل به خاطر اختلاف با نستوریوس و حامی او یوحنای انطاکی است که به خاطر دیر رسیدن او را از شورای افسوس اخراج کرد، همچنین به خاطر اخراج یهودیان و فرقه‌های غیر راست‌کیش از اسکندریه، و نیز به خاطر تنش‌زایی در جریانی که منجر به قتل هیپاتیا فیلسوف اسکندرانی به دست گروهی از مسیحیان شد. هرچند مورخان اختلاف دارند که تا چه اندازه در این ماجرا نقش داشته است.